# Xian de Shenchi
Le xian de Shenchi (神池县 ; pinyin : Shénchí Xiàn) est un district administratif de la province du Shanxi en Chine. Il est placé sous la juridiction de la ville-préfecture de Xinzhou.

## Démographie
La population du district était de 99 044 habitants en 1999.